# Charn
Charn es uno de los mundos que son descubiertos por Digory Kirke y Polly Plummer, personajes ficticios de El sobrino del mago, libro de la saga creada por C. S. Lewis denominada Las Crónicas de Narnia.

## Historia
Charn es uno de los mundos descubiertos por Digory Kirke y Polly Plummer en el primer libro cronológicamente de la saga Las Crónicas de Narnia.
Cuando Digory y Polly aparecen en el Bosque entre los Mundos encuentran en él varios estanques. Cada uno es un portal a otro Mundo y uno de estos los transporta al mundo destruido de Charn.
Estando en Charn, se encuentran en una ciudad en ruinas, que antiguamente era el Gran Imperio de Charn el que una vez se había alzado gran ciudadela en la que vivían reyes y reinas justos y justas hasta que finalmente las últimas generaciones lo destruyeron en el interior volviéndolo malvado y cruel; aparentemente sin señales de vida. El cielo era oscuro, y el sol rojo, frío y más grande que el nuestro. Al entrar a un edificio en ruinas encuentran varias estatuas de cera que al parecer alguna vez fueron personas vivas. Dentro de este, Digory toca una campana que se encontraba encima de una mesita la cual decía estas palabras: "Si tocas las campanas, un gran peligro encontrarás. Si no lo haces, toda tu vida pasarás preguntándote hasta enloquecer qué hubiera pasado si la hubieras tocado". Esta campana, al tocarla, produce un estremecimiento y despierta la última de todas las estatuas. La mujer que despertaron se presenta como Jadis. Ella les cuenta que había sido la reina de Charn antes, y desató una guerra contra su hermana. Ella había aprendido la Palabra Deplorable, una palabra que causaría que todo ser vivo en ese mundo muriera excepto quien la pronunciara. Después de que su hermana destruyó su ejército en la guerra, Jadis, pronunció la palabra y fue la única que quedó viva. Finalmente, lanzó un hechizo que la haría dormir hasta que alguien tocara la campana, dejando el mundo en el estado frío y siniestro en el cual lo encuentran.

## Descripción
En el libro, la ciudad de Charn es descrita como un territorio desértico en ruinas y no muestra presencia de vida, ni siquiera de plantas o insectos. Aparentemente, las plantas han muerto y los ríos se han secado. El sol de Charn es una gigante roja, descrito como rojo, frío y grande. Está acompañado de otro astro desconocido. Cuando Digory describe a Jadis cómo es nuestro sol en comparación al de Charn (destacando que es amarillo, más brillante y más pequeño, además de más caliente), ella remarca que nuestro mundo es más joven, y que desea ingresar y reinar en él.
Las imágenes en el edificio que Digory y Polly encuentran, revelan que Charn fue una vez un mundo benevolente que se degeneró y se convirtió en un mundo despótico y cruel. Los primeros reyes fueron justos y sabios, pero la línea del tiempo se degrada progresivamente hacia gobernadores corruptos y malvados. La última reina de Charn fue Jadis, siendo la más cruel y malvada reina de ese mundo en todos los tiempos. Ella inició una guerra contra su hermana, y cuando enfrentaba la derrota, pronunció la Palabra Deplorable, que terminó con la vida de todo ser vivo en ese mundo, excepto con la suya.
Charn es descrita como siendo destruida cuando Digory, Polly y Jadis abandonan ese mundo. Después, cuando Aslan y los niños regresan al Bosque entre los Mundos, Aslan les muestra que el estanque que solía ser el conductor hacia el mundo de Charn se ha secado. No está claro si esto se debió a que el sol explotó por su naturaleza o si el poder de Aslan lo eliminó al estar vacío y no tener necesidad de existir más.
- Datos: Q2658343